# Alexander Nede
Alexander Nede född 2 mars 1982, är en svensk innebandyspelare i laget FC Helsingborg som spelar i Svenska Superligan. Nede är bland annat känd för sina snygga zorrofinter.